# كين نورتن جونيور
كين نورتن جونيور (بالإنجليزية: Ken Norton, Jr.)‏ هو لاعب كرة قدم أمريكية أمريكي، ولد في 29 سبتمبر 1966 في جاكسونفيل في الولايات المتحدة.

## وصلات خارجية
- كين نورتن جونيور على موقع مرجع كرة القدم المحترفة.كوم (الإنجليزية)